# Joe Gibbs (Eishockeyspieler)
Joseph Thomas „Joe“ Gibbs (* 11. Juli 1960 in Toronto, Ontario) ist ein kanadischer Eishockeyfunktionär und ehemaliger -spieler. Er war in zwei Amtszeiten Geschäftsführer des deutschen Zweitligisten Kassel Huskies.

## Karriere
Gibbs zog 1979 von Kanada nach Deutschland, um dort seine Laufbahn als Eishockeyspieler fortzusetzen. Der Mittelstürmer spielte in Deutschland für WSV Braunlage, TuS Geretsried, HC Zweibrücken und ERC Rödermark. Nach dem Ende seiner Spielerkarriere wurde er Manager des ESV Kaufbeuren. 1999 wechselte er zu den Kassel Huskies und übernahm beim DEL-Klub die Positionen des Geschäftsführers und Sportmanagers. In seine Amtszeit fiel unter anderem das Vorstoßen ins DEL-Playoffhalbfinale 2000, 2001 und 2002. Im Juli 2005 verließ er die Hessen. Im August 2006 wurde Gibbs Geschäftsführer der Nürnberg Ice Tigers. Er verließ den Verein nach der Saison 2006/07, in der Nürnberg deutscher Vizemeister wurde.
2008 gründete er eine Agentur für Sportmarketing. Im September 2009 wurde Gibbs von den Toronto Maple Leafs aus der National Hockey League (NHL) als Talentsichter für Europa eingestellt. Im Juli 2014 übernahm Gibbs das Amt des Geschäftsführers der neu gegründeten Kasseler Sport & Entertainment GmbH, der Betreibergesellschaft der Kassel Huskies und erhielt nach der Saison 2014/15 die Auszeichnung als DEL2-Manager des Jahres. In seiner Amtszeit wurden die Huskies 2016 Meister der DEL2. 2017 wurde er alleiniger Eigentümer der Betreibergesellschaft der Kassel Huskies sowie Eigentümer der Eissporthalle Kassel. Im Juli 2024 endete seine Tätigkeit als Geschäftsführer der Kassel Huskies.